# Vossenjacht (jacht)

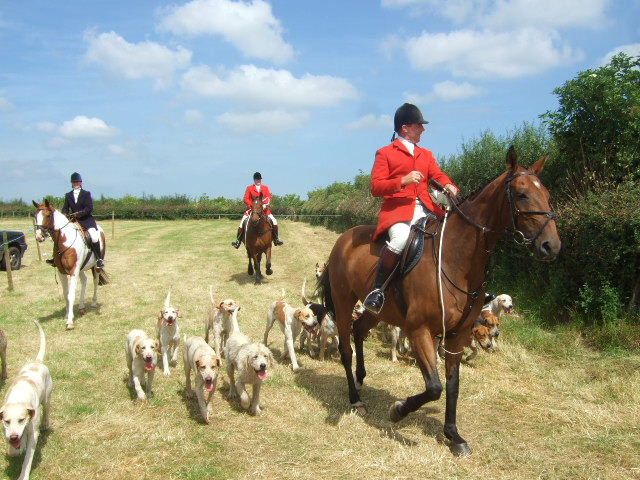
Plaatselijke hunt

Een vossenjacht is een georganiseerde jachtpartij waarbij veelal een groep ruiters te paard met behulp van een meute jachthonden zoals foxterriërs een vos achtervolgt en in het nauw drijft.
De Nederlandse variant van dit soort veldritten wordt binnen de paardensport een 'slipjacht' genoemd. Hierbij wordt geen echte vos achtervolgd maar wordt het reukspoor voor de honden uitgezet door met geurstof besprenkelde lappen over de te volgen route te slepen. Deze variant staat internationaal bekend als 'Hubertusrit'. De ruiters gaan traditioneel gekleed in jachttenue bestaande uit zwarte of tweekleurige rijlaarzen, witte rijbroek, rode of zwarte rijjas, rijhandschoenen, rijzweep en een ruitercap of hoge hoed.
Drijfjachten op echte vossen waren een traditie op het Engelse platteland, waartegen steeds meer, soms zelfs gewelddadig, protest kwam van dierenbeschermers. Sinds 2004 is deze traditionele vorm van jacht in Engeland verboden als uitvloeisel van de hunting act. Ondanks het verbod wordt de sport hier en daar nog beoefend, voornamelijk door welgestelden voor wie het een belangrijk sociaal evenement vormt.
In Angelsaksische landen spreekt men van een steeplechase om een vergelijkbare snelle rit over een ruim hindernisparcours aan te duiden. Deze race vormt een gestileerde variant van de oorspronkelijke vossenjachten te paard.

## Jacht te voet
Een vossenjacht kan in landelijke gebieden uiteraard ook te voet uitgevoerd worden door een groepje plaatselijke jagers met hun honden.

## Afbeeldingen
- Bioscoopjournaal uit 1947. De Zuid-Veluwse Jachtvereniging organiseert in de omgeving van Ede een vossenslipjacht. Ruiters en jachthonden gaan door bos en hei, over zandpaden en sloten.

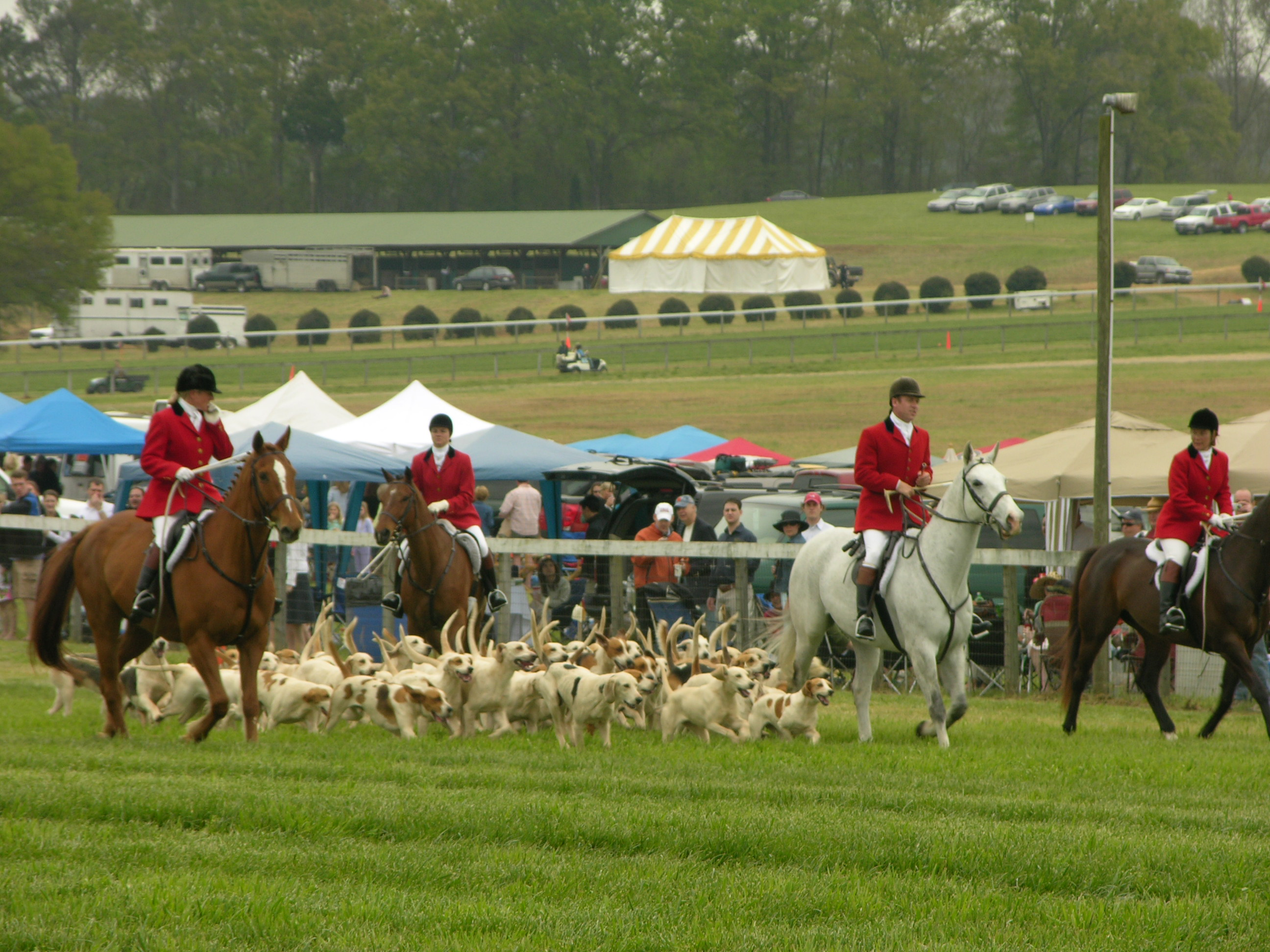
Steepleschase in Atlanta,
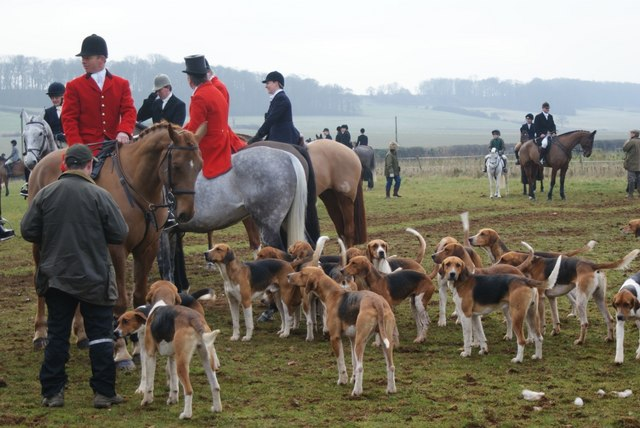
Belvoir jachtevenement
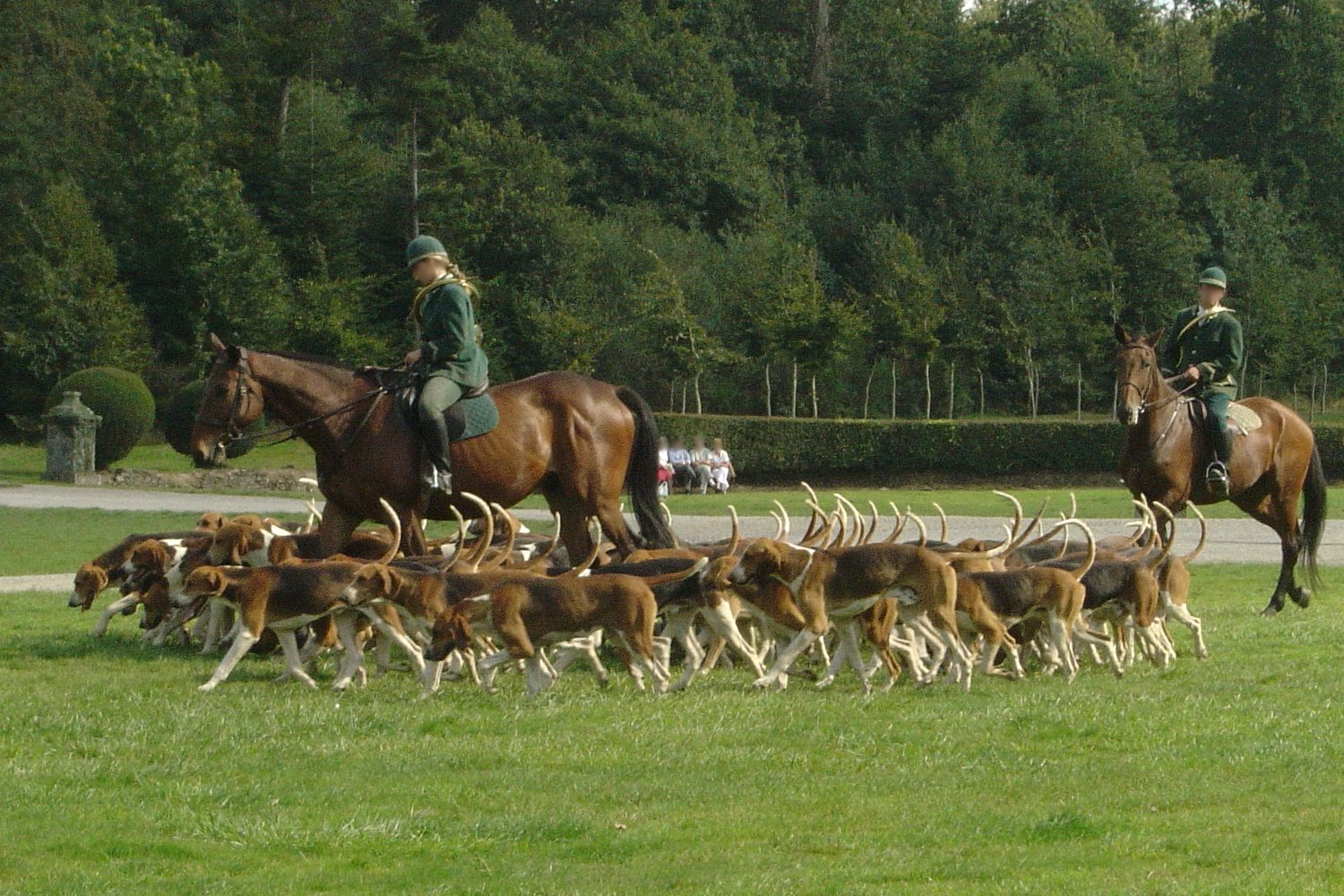
Franse sleepjacht
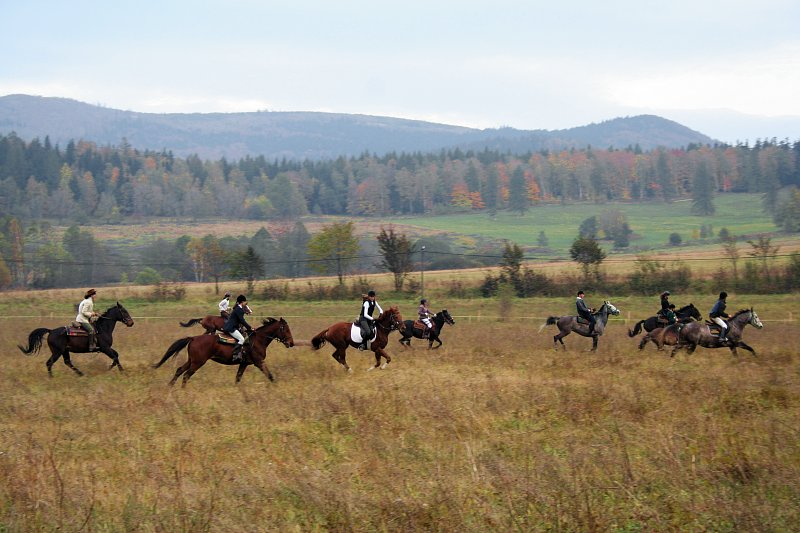
Hubertusrit in Polen
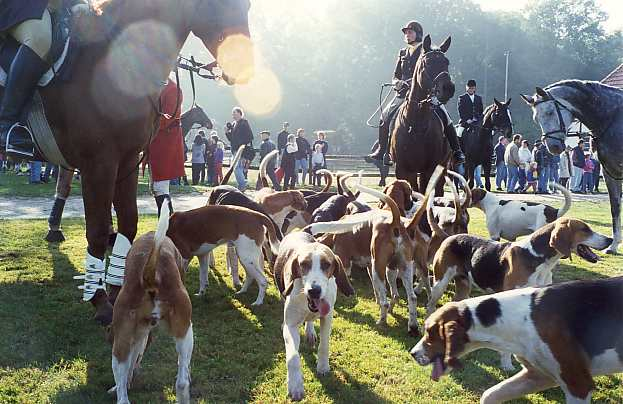
Sleepjacht in Duitsland
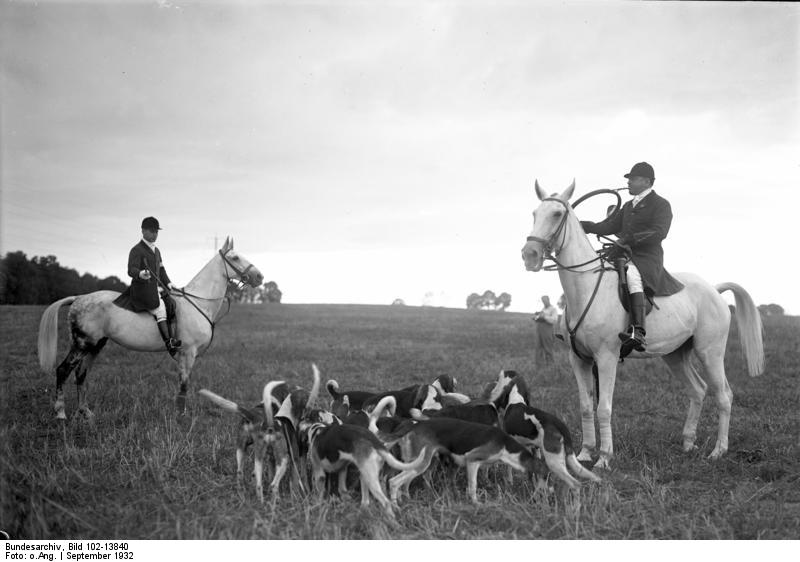
Sleepjacht in Duitsland
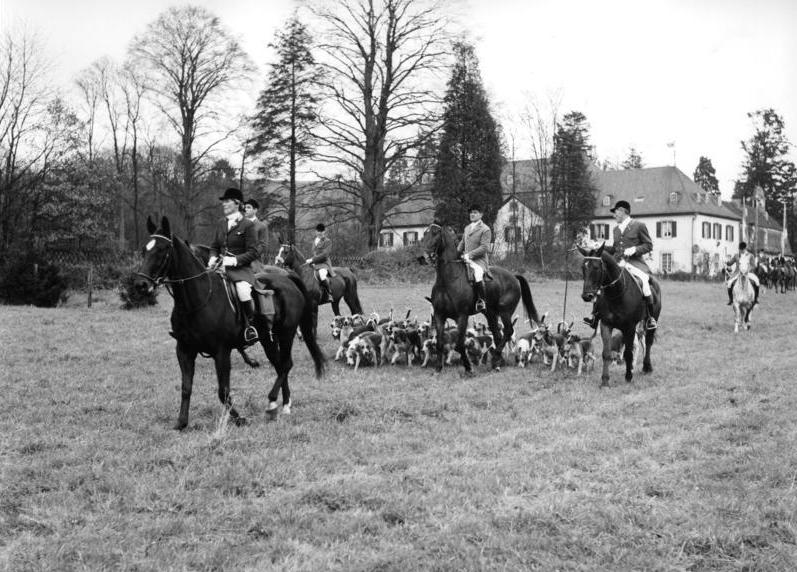
Sleepjacht in Duitsland
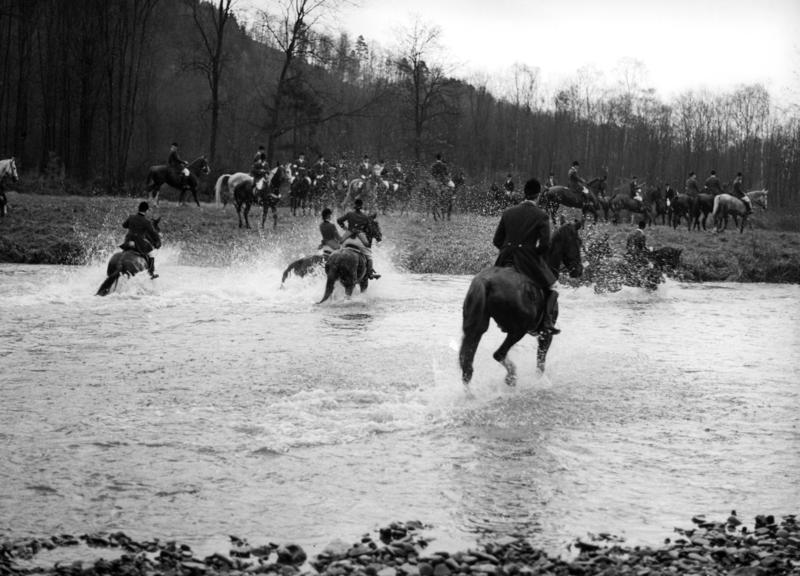
Sleepjacht in Duitsland
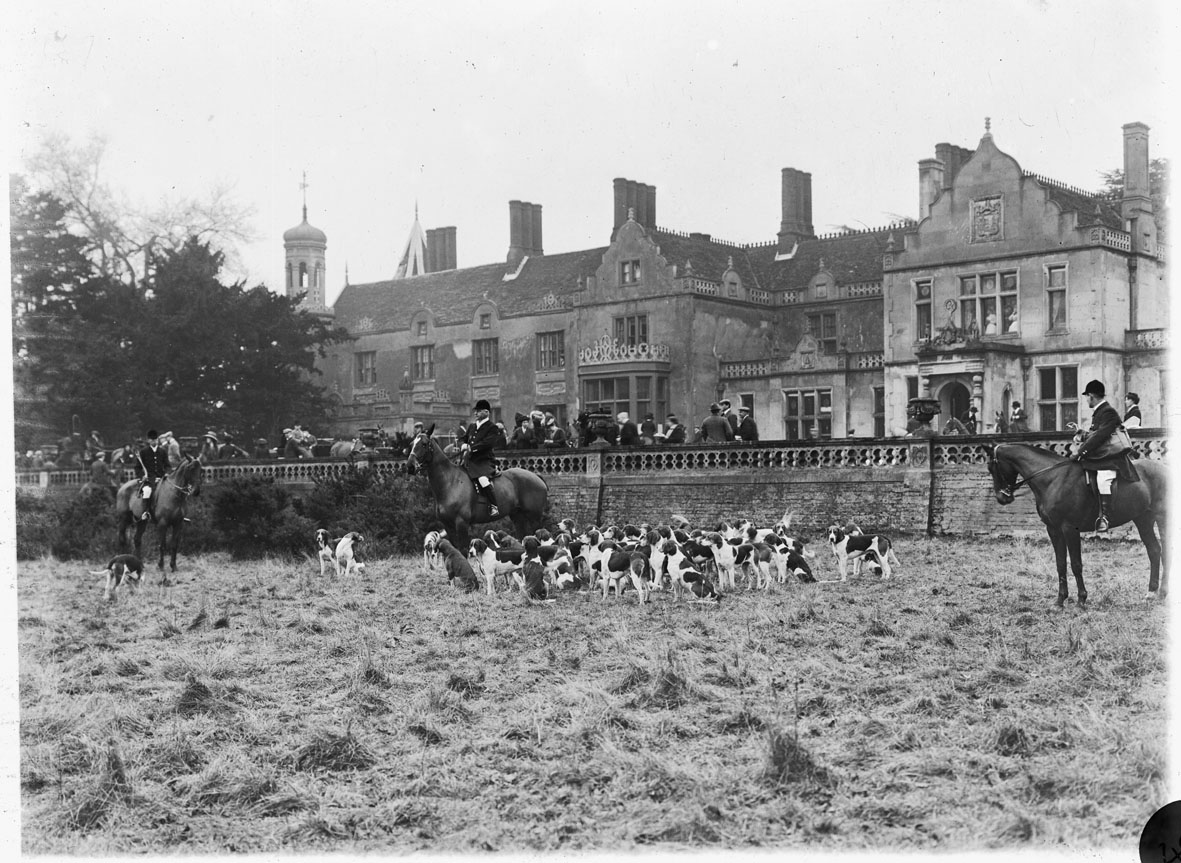
Engelse vossenjacht